# Ammophila heteroclypeola
Ammophila heteroclypeola là một loài côn trùng cánh màng trong họ Sphecidae, thuộc chi Ammophila. Loài này được Li and Xue miêu tả khoa học đầu tiên năm 1998.